# Prosopocera albosignata
Prosopocera albosignata là một loài bọ cánh cứng trong họ Cerambycidae.